# Al-Badr (Paquistão Oriental)
Al-Badr (em bengali:  আল বদর; em árabe: البدر) foi uma força paramilitar composta principalmente por muçulmanos biharis que operou no Paquistão Oriental contra o movimento nacionalista bengali durante a Guerra de Libertação de Bangladesh, sob o patrocínio do governo paquistanês.

## Etimologia
O nome Al-Badr significa lua cheia e refere-se à Batalha de Badr.

## História

### Organização
Al-Badr foi constituído em setembro de 1971 sob os auspícios do General Amir Abdullah Khan Niazi, então chefe do comando oriental do Exército do Paquistão. Os membros do Al-Badr foram recrutados em escolas públicas e madrassas (escolas religiosas). A unidade foi usada para ataques e operações especiais; o comando do exército paquistanês planejou inicialmente usar milícias recrutadas localmente (Al-Badr, Razakars, Al-Shams) para policiar cidades do Paquistão Oriental e unidades do exército regular para defender a fronteira com a Índia. De acordo com o Brigadeiro Abdul Rahman Siddiqi, os membros do Al-Badr eram principalmente Biharis.
Apesar de suas semelhanças na oposição à independência de Bangladesh, os Razakars e Al-Badr tinham diferenças; os Razakars se opunham aos Mukti Bahini em geral, enquanto as táticas de Al-Badr eram terrorismo e assassinatos políticos. Todos os três grupos operavam sob comando paquistanês.

### Dissolução
Após a rendição do Exército do Paquistão em 16 de dezembro de 1971, Al-Badr foi dissolvido junto com os Razakar e Al-Shams. Muitos membros foram presos. Durante o tempo do presidente Sheikh Mujibur Rahman, todos os colaboradores, incluindo os de Al-Badr, foram perdoados condicionalmente.

## Líderes de Al-Badr
- Motiur Rahman Nizami[7] foi condenado por crimes de guerra e executado em 11 de maio de 2016[8]
- Mir Quasem Ali foi condenado por crimes de guerra[9] e executado em 3 de setembro de 2016[10]
- Ashrafuz Zaman Khan
- Chowdhury Mueen-Uddin
- Ali Ahsan Mohammad Mojaheed[11] foi condenado por crimes de guerra e executado em 22 de novembro de 2015.